# Длинноухий тушканчик
Длинноухий тушканчик (лат. Euchoreutes naso) — грызун семейства Тушканчиковых, представитель монотипического рода Euchoreutes, ведущий ночной образ жизни, с длинным хвостом, длинными задними ногами для передвижения прыжками и исключительно большими ушами. Обитает в пустынях Монголии и Китая. Основной пищей являются насекомые.

## Описание
Уши длинноухого тушканчика на треть длиннее головы и достигают 7 до 9 сантиметров, длина хвоста —  15 до 16 сантиметров. Мех у них мех желтоватый или охристый на спине и боках, и белый на брюшке. Длинный хвост покрыт короткой шерстью по всей длине, только на кончике имеется черно-белая кисточка. Как и у большинства тушканчиков, для них характерны удлиненные задние лапы, которые позволяют им прыгать. Между пальцами ног есть небольшие щетинки, которые позволяют им передвигаться по песчаному грунту, не проваливаясь. Характерная черта этого вида — гигантские гипертрофированные уши — самые большие среди  всех тушканчиков — которые на треть длиннее головы. Увеличение ушных раковин характерно для многих обитающих в пустынях животных, предполагают, что эта особенность связана с задачами терморегуляции.

## Ареал и места обитания
Ареал этих тушканчиков включает южную Монголию и Синьцзян-Уйгурский национальный округ в Китае. Там они встречаются в пустыне Такла-Макан и в различных горных  районах на севере этой провинции. Их среда обитания — пустыни и полупустыни, часто песчаные. Иногда их также можно встретить в степных и горных районах.

## Образ жизни
О том, как живут эти животные, известно очень мало. Считается, что, как и другие тушканчики, они преимущественно ведут ночной образ жизни, а на день уходят в самостоятельно выкопанные норы. Многие виды тушканчиков в зимнее время  впадают в спячку, но сроки спячки длинноухого тушканчика не изучены.
Пища этих животных частично состоит из насекомых. Они способны даже ловить летающих насекомых, прыгая в высоту. Иногда, по-видимому, они также поглощают и растительную пищу.
Об их размножении ничего не известно.

## Природоохранный статус
В 1996 году МСОП классифицировал этот вид как находящийся под угрозой исчезновения из-за нарушения человеком среды его обитания. При переоценке в 2008 году он был классифицирован как находящийся в безопасности (вызывающий наименьшее беспокойство) из-за его широкого распространения и большой популяции.